# دهستان گونی شرقی
دهستان گونی شرقی یکی از دهستان‌های استان آذربایجان شرقی است. این دهستان در بخش مرکزی شهرستان شبستر واقع شده‌است.